# كلفين ماينارد
كلفين ماينارد (بالهولندية: Kelvin Maynard)‏ (1987 - 2019) هو لاعب كرة قدم هولندي في مركز الدفاع. لعب مع رويال أنتويرب ونادي إيمن ونادي فولندام ونادي بيرتن ألبيون ونادي أولهانينسي ونادي كيكسكيميت.

## مقتله
اغتيل مساء يوم 18 سبتمبر 2019 وهو في سيارته جنوب شرق أمستردام بهولندا.

## روابط خارجية
- كلفين ماينارد على موقع قاعدة بيانات كرة القدم.إي يو (الإنجليزية)
- كلفين ماينارد على موقع Soccerway.com (الإنجليزية)
- كلفين ماينارد على موقع عالم كرة القدم.نت (الإنجليزية)